# Mesterségesnyelvtan-elsajátítás
Az implicit tanulás egyik leggyakrabban használt vizsgálóeljárása a sorozatos reakcióidő feladat (serial reaction time – SRT) és az összetett rendszerek kontrollálása mellett a mesterséges nyelvtan elsajátítása (artificial grammar learning – AGL).

## Természetes és mesterséges nyelvtani rendszerek
A természetes és a mesterséges nyelvtani rendszer(ek)nek két fontos jellemzője van:
- Az egyik, hogy generatív, azaz lehetővé teszi, hogy véges számú elemből (pl. természetes nyelvekben az ABC betűi) végtelen számú szószerkezetet, mondatot, sorozatot hozzunk létre.
- A másik, hogy az adott nyelvtani szerkezetek bizonyos sorrendje megengedett (vagyis nyelvtanilag helyes), másféle sorrendje viszont nem (vagyis nyelvtanilag helytelen). Pl.: az angolban a jelzők megelőzik a főneveket (vagyis ez a nyelvtanilag helyes használatuk), míg a francia nyelvben ez éppen fordítva van.

## A mesterséges nyelvtan
A mesterséges nyelvtan (véges számú) csomópontokat tartalmaz, amelyeket nyilak kötnek össze (lásd ábra). Egy betűsorozat generálásához ki kell választanuk egy kiindulópontot (jelen esetben ilyen az 1.), és a nyilak mentén haladva létrehozhatjuk a kívánt hosszúságú sorozatokat. Ezek lehetnek nyelvtanilag helyesek, az adott esetben pl.: MTTVRX, vagy nyelvtanilag helytelenek, pl.: VXMTRX.

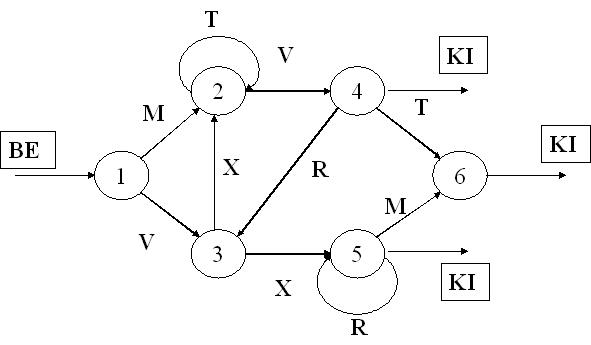
Véges állapotú nyelvtan (Reber és mtsai, 1991)

Ez az eljárás Arthur S. Reber (1967) nevéhez fűződik. Reber kísérletében a kísérleti személyeknek mássalhangzókból álló sorozatokat mutatnak, amelyeket egy véges állapotú mesterséges nyelvtan alapján hoznak létre.

## A vizsgálat menete
Az első részben a kísérleti személyeknek nyelvtanilag helyes betűsorokat kell megtanulniuk, anélkül, hogy előzetes tudásuk lenne az azokat létrehozó szabályokról. 
A vizsgálat második felében a kísérleti személyeknek a nyelvtanról elsajátított tudását tesztelik. A kísérletvezetők felhívják az résztvevők figyelmét arra, hogy a korábban látott betűsorok egy speciális nyelvtan alapján készültek (vagyis nem random módon állították össze őket). Ezután  újabb betűsorozatokat kapnak, amikről el kell, hogy döntsék, hogy helyesek vagy helytelenek.
A kísérleti személyek a véletlennél általában nagyobb arányban (kb. 60-65%-ban) oldják meg helyesen a feladatot, ami azt jelentheti, hogy valamilyen szinten sikerült elsajátítaniuk a mesterséges nyelvtant. Ezzel együtt viszont a nyelvtan struktúrájáról nem tudnak beszámolni, vagy valamiféle definíciót megfogalmazni, hogy döntéseiket mi alapján hozták. Vagyis nem voltak tudatában azoknak a szabályoknak és összefüggéseknek, amelyek a tanulási folyamat hátterében álltak. Rebertet ez a két momentum (a feladatban nyújtott teljesítmény és a beszámolásra való képtelenség) vezette arra a megállapításra, hogy a személyek implicit módon tettek szert a mesterséges nyelvtan szabályaira. Későbbi vizsgálatoknál (Reber és Allen), valamint (Matheus és mtsai (1989) viszont úgy tűnt, hogy a kísérleti személyek bizonyos mértékig tudatában vannak a szabályoknak, de nem olyan mértékig, hogy az maradéktalanul, teljes egészében megmagyarázná az elért teljesítményüket.

## Felhasznált szakirodalom
- Baddeley, Alan (2001) Az emberi emlékezet. Osiris Kiadó, Budapest
- Németh Dezső (2006) A nyelvi folyamatok és az emlékezeti rendszerek kapcsolata. Akadémiai Kiadó, Budapest
- Háden Gábor Péter, Orosz Gábor, Ambrus Géza Gergely, Gönczi Dániel, Aczél Balázs, Németh Dezső (2004), Az implicit tanulás és nyelvi képességek kapcsolata. In: Németh Dezső (szerk.) Szegedi pszichológiai tanulmányok. Szeged: JGYF Kiadó. ISBN 963-9167-94-0